# Leaving on a Jet Plane
Leaving on a Jet Plane je píseň napsaná Johnem Denverem v roce 1966, kterou nejvíce proslavili Peter, Paul and Mary. Původní název byl Baby, I Hate to Go, ovšem Denverův producent Milt Okun jej přesvědčil o změně názvu.
V roce vzniku Denver vybral tuto píseň společně s dalšími patnácti a na vlastní náklady nahrál 250 kopií na vinylové desky. Kopie poslal svým přátelům a rodině. Peter, Paul and Mary byli tak zaujati, že se rozhodli ji nahrát a vydat v roce 1967 na albu Album 1700, ovšem nebyl to hit, dokud jej roku 1969 nevydali jako singl.
John Denver píseň zařadil na své první album Rhymes & Reasons a znovu ji nahrál roku 1973 na kompilační album John Denver's Greatest Hits.
Píseň Leaving on a Jet Plane se stala největším hitem skupiny Peter, Paul and Mary a jejich jediným, který se dostal na první místo americké hitparády Billboard Hot 100.
V roce 1998, 10 měsíců po smrti Johna Denvera, nazpívala tuto píseň Chantal Kreviazuk pro film Armageddon.

## České texty
V češtině tuto píseň jako první nazpívali Spirituál kvintet, s textem Dušana Vančury, pod názvem Spinkej a vydali ji poprvé na siglu v roce 1971. O rok později vyšla nahrávka skupiny Jezinky, s textem Zdeňka Rytíře Už chvíli hlásí tvůj let. V roce 1975 vyšla nahrávka Zdeňky Lorencové s vlastním textem Zpívej a povídej. Další česká verze se objevila v roce 1993, text Wabiho Ryvoly Čekej na můj Jumbo Jet nazpívala Hana Lounová, nahrávka vyšla na prvním albu skupiny Schovanky. V roce 2002 nazpíval Jakub Smolík verzi s textem Pánbůh řekl vraťte se.
Tuto skladbu ztvárnila i cimbálová muzika Grajcar z Dolních Bojanovic (anglický zpěv Vendulka Příhodová). 
V polovině devadesátých let 20. století vytvořila plzeňská kapela Semtex parodii Pytlík, kterou zvěčnili na albu Eklhaft II. Live.